# Dan Shambicco

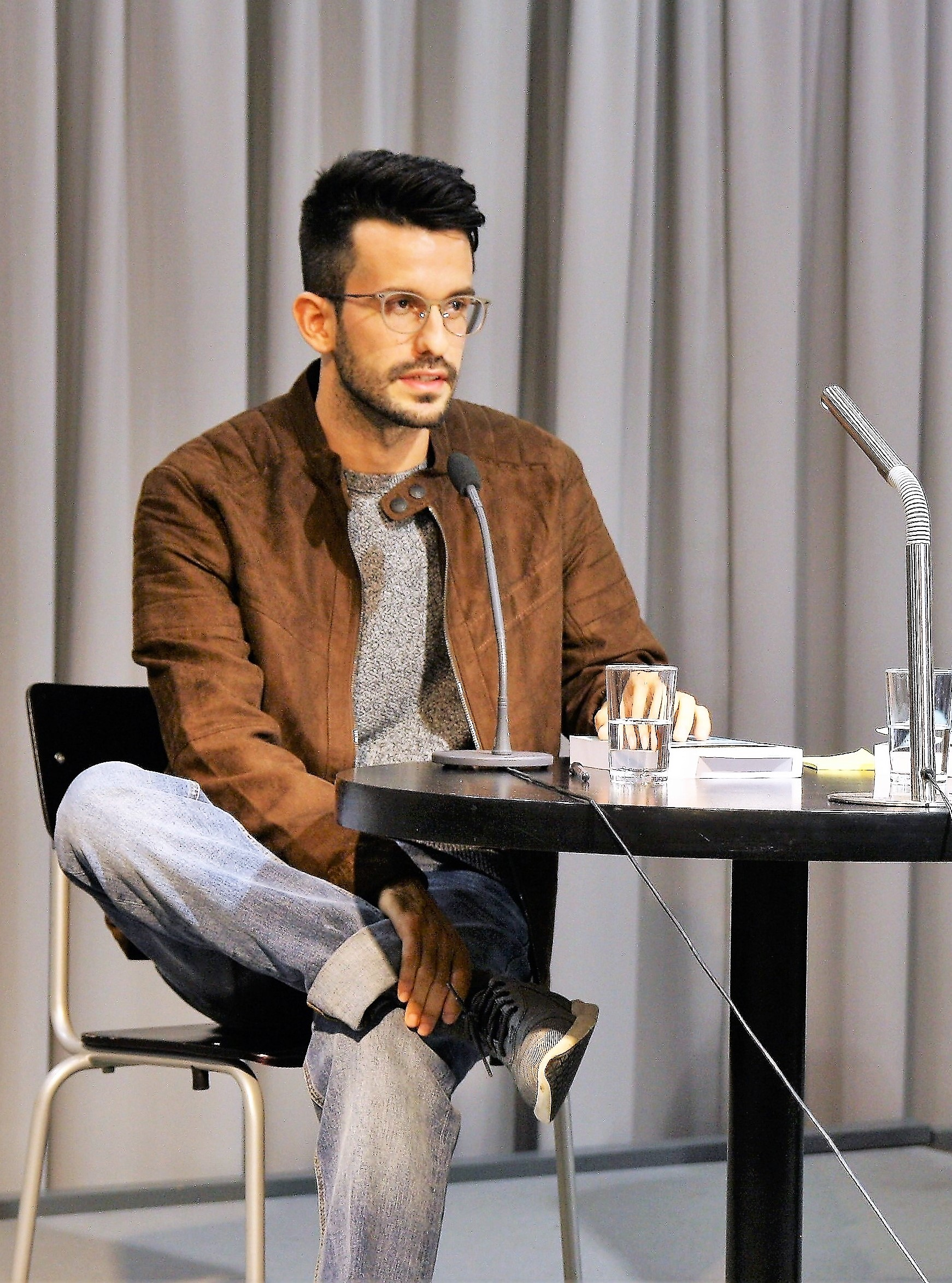
Dan Shambicco, 2018

Dan Shambicco (* 30. August 1991 in Basel) ist ein schweizerisch-israelischer Autor.

## Leben
Shambicco ist in Riehen im Bildungs- und Erziehungswesen tätig. Er ist aktives Leitungsmitglied der Gedenkstätte für Flüchtlinge, welche an die Schicksale der zumeist jüdischen Flüchtlinge an der Schweizer Grenze, an ihre Helfer und an die Zurückweisungen durch Schweizer Behörden während der NS-Herrschaft im Deutschen Reich erinnert. Die Gedenkstätte für Flüchtlinge wurde Anfang 2011 von Johannes Czwalina zusammen mit Rudolf Geigy von der Esther-Foundation in einem ehemaligen Weichenstellerhaus der Reichsbahn eröffnet. Shambicco ist zudem Mitglied des Redaktionsrats des Magazins »go - take the lead«.

## Veröffentlichungen
- Dan Shambicco: Unter dem blauen Baum. Prosagedichte. Waldemar Lutz Verlag, Lörrach 2017, ISBN 978-3-922107-14-9.
- Wolfgang Benz, Johannes Czwalina, Dan Shambicco (Hrsg.): Nie geht es nur um Vergangenheit. Schicksale und Begegnungen im Dreiland 1933–1945. Dittrich Verlag, Berlin 2018, ISBN 978-3-947373-22-2.
- Dan Shambicco, Johannes Czwalina: Draussen spielt ein Leben. Riverfield Verlag, Basel 2019, ISBN 978-3-9524906-8-6.
- Dan Shambicco: Das Geheimnis erfüllter Zeit. Riverfield Verlag, Basel 2020, ISBN  978-3-9525097-3-9.
- Dan Shambicco: Vielleicht lieber heute. FineBooks Verlag, Berlin 2022, ISBN  978-3-948373-43-6.
- Dan Shambicco, Alexander Broicher (Hrsg.): Hotel Poetry. FineBooks Verlag, Berlin 2024, ISBN 978-3-948373-57-3.
- Dan Shambicco: Liebe ist so ein Ding. Reinhardt Verlag, Basel 2025, ISBN 978-3-7245-2765-7.
- Vom Leid zur Leichtigkeit. In: Wenn ich nochmal anfangen könnte. Dittrich Verlag, Berlin 2019, ISBN  978-3-947373-20-8.
- Wohin die Zeit uns trägt. In: Tage wie diese. FineBooks Verlag, Berlin 2020, ISBN 978-3-948373-20-7
- Licht. In: Leben: Ein kleiner Herzenskompass. Riverfield Verlag, Basel 2020, ISBN 978-3-9523612-0-7